# Daniel Oliva Figueroa
Daniel Oliva Figueroa (San Felipe, 1841 - Los Andes, 25 de junio de 1921). Fue un comerciante y político liberal chileno. Hijo de don Justo Oliva y doña Catalina Figueroa y Ramírez. Casado con Telesila Olavarría, y en segundas nupcias con Ana Bolados.
Estudió en el Liceo de San Felipe hasta que se trasladó junto a su familia, en 1859 a la provincia de Tarapacá (en ese entonces territorio peruano), donde se dedicaría muy pronto a la industria salitrera.

## Labor comercial
En 1879 era ya propietario de las salitreras denominadas "China" y "Salar"; sin embargo comenzaría la Guerra del Pacífico que le costaría muchas tierras que quedaron ahora en manos chilenas. 
Decepcionado por su derrota comercial, regresó a Chile con el propósito de buscar en el desierto de Atacama el codiciado salitre. Expuso su vida y su fortuna en la búsqueda en las pampas hasta encontrar salitreras al interior de Taltal.
Impulsó y fomentó en la región el trabajo industrial salitrero y desde entonces el norte del país comenzó una carrera al desarrollo. Creó pueblos laboriosos en el desierto, dando vida a los áridos paisajes nortinos.

## Labor política
Electo regidor municipal y primer alcalde de Taltal (1885), fue militante del Partido Liberal Democrático.
Diputado por Taltal y Tocopilla en dos períodos consecutivos (1885-1891). Integró en ambas oportunidades la comisión permanente de Hacienda e Industria.
Partidario del Presidente José Manuel Balmaceda en la Revolución de 1891, fue uno de los electores de Presidente de la República en varios períodos.
Senador por Antofagasta durante dos períodos consecutivos (1897-1903 y 1903-1909). Fue parte integrante de la comisión de Culto y Colonización.
Fue parte importante en la creación de la Compañía Eléctrica de Los Andes, a la cual en 1910 cedió su fundo "El Sauce", para así dar mayor progreso a la provincia de Aconcagua.
"Río Blanco", parte de su fundo, lo cedió al Fisco para que se instalara por primera vez en Chile la crianza del salmón. Fue también impulsor de una empresa minera estatal.
Senador por Coquimbo (1912-1918), integró la comisión permanente de Culto y Colonización